# Radomir Vukčević
Radomir Vukčević (Knin, 15. rujna 1941. – Split, 28. studenog 2014.) bio je hrvatski nogometni vratar i legendarni vratar Hajduka s najviše nastupa u povijesti kluba, ukupno 402.

## Klupska karijera
Braniti je počeo u rodnome Kninu za Dinaru. Godine 1963. prelazi u Hajduk Split. Za bile je branio u 402 utakmice i osvojio Prvu saveznu ligu 1970./71., te kup maršala Tita 1966./67. Nakon deset godina provedenih u Hajduku prelazi 1973. u redove francuskog drugoligaša AC Ajaccio. U dvije sezone, koliko je proveo u Francuskoj, za Ajaccio je branio u 31 ligaškoj utakmici. U Ajacciju je i završio karijeru. Jedan je od najboljih vratara Hajduka svih vremena, a prema mnogima odmah iza Vladimira Beare. Nakon završetka igračke karijere nije se bavio trenerskim poslom.

## Reprezentativna karijera
U devet navrata branio je i za jugoslavensku reprezentaciju. Prvi put nastupio je 1967. godine protiv reprezentacije Nizozemske u Rotterdamu (2:1) a posljednji put 1971. godine protiv reprezentacije Meksika u Sarajevu (4:0). Bio je u sastavu reprezentacije koja je bila drugoplasirana na Europskom prvenstvu u Italiji 1968. godine.

## Priznanja

### Klupska
Hajduk Split
- Prvak Jugoslavije (1): 1970./71.
- Kup maršala Tita (1): 1966./67.

### Reprezentativna
Jugoslavija
- Europsko prvenstvo: 1968. (srebro)

## Privatni život
Radomir je oženjen suprugom Sašenkom s kojim ima dvije kćerke, Nataliju i Helenu.  Preminuo je 28. studenog u 74. godini života.

## Statistika u Hajduku[7]
| Natjecanje        | Nastupi | Zgodici |
| ----------------- | ------- | ------- |
| Prvenstvo         | 181     | 0       |
| Kup               | 24      | 0       |
| Superkup          | 0       | 0       |
| Međunarodne       | 16      | 0       |
| Splitski podsavez | 0       | 0       |
| Ukupno            | 221     | 0       |
| Prijateljske      | 181     | 0       |
| Sveukupno         | 402     | 0       |

## Vanjske poveznice
- (srp.) Profil na reprezentacija.rs